# Gaius Antonius Hybrida
Gaius Antonius (* um oder vor 106 v. Chr.; † nach 42 v. Chr.) war ein römischer Politiker aus der Familie der Antonier. Der Beiname Hibrida oder Hybrida ist wahrscheinlich eine Anspielung auf seine Herkunft.

## Leben
Gaius wurde als zweiter Sohn des Marcus Antonius Orator geboren und war somit der Bruder von Marcus Antonius Creticus und Onkel des Triumvirn Marcus Antonius. Seine Militärkarriere begann er als Legatus und Kavalleriekommandeur unter Sulla während der Mithridatischen Kriege. Nach Sullas Rückkehr nach Rom blieb Gaius mit seiner Kavallerie in Griechenland, um Frieden und Ordnung aufrechtzuerhalten, nutzte jedoch die Zeit, um das Land zu plündern und zugunsten seines eigenen Vermögens Tempel auszurauben. 
Im Jahr 76 v. Chr. verfolgte man ihn aufgrund seiner Untaten; er entkam aber der Bestrafung durch Bestechung und die Einflussnahme seiner Familie. 70 v. Chr. wurde er wegen seiner Taten in Griechenland von den Censoren aus dem Senat entfernt – kurz darauf aber wieder aufgenommen, woraufhin er sich entschied, seine politische Karriere neu zu starten. Trotz seines schlechten Rufs wählte man ihn wohl im Jahre 68 v. Chr. zum Volkstribun, 66 v. Chr. zum Prätor und im Jahr 63 v. Chr. zusammen mit Marcus Tullius Cicero zum Konsul. Er unterstützte im Geheimen Lucius Sergius Catilina, wechselte aber die Seiten, als Cicero ihm zusagte, dass er Prokonsul der reichen Provinz Macedonia werde. Beim Ausbruch der Verschwörung des Catilina war Antonius als Konsul verpflichtet, den Oberbefehl zu übernehmen und eine Armee nach Etrurien zu führen, übergab aber am Tag der Schlacht wegen Erkrankung das Kommando an Marcus Petreius.
In Macedonia machte er sich durch seine gewaltsame Regierung und Erpressungen so verhasst, dass er die Provinz verlassen musste und in Rom im Jahr 59 v. Chr. wegen der Teilnahme an der Verschwörung des Catilina und der Erpressungen in seiner Provinz angeklagt wurde. Antonius wurde trotz Ciceros Verteidigung verurteilt und ging ins Exil nach Kefalonia. Dort begann er laut Strabon den Bau einer neuen Stadt, brach das Unternehmen aber ab, als er von Gaius Iulius Caesar im Jahr 44 v. Chr. begnadigt wurde und nach Rom zurückkehrte. Im Jahr 42 v. Chr. war er Censor.
Seine Tochter Antonia war die erste Frau von Marcus Antonius.